# Fritz Wenisch
Fritz Wenisch (* 8. November 1944 in Neunkirchen; † 30. Januar 2020) war ein österreichischer Philosoph.

## Leben
Er wuchs in Hallein und Salzburg auf. Nach der Matura an der Bundeslehrerbildungsanstalt Salzburg 1964 studierte er von 1964 bis 1968 an der Universität Salzburg. Nach der Promotion in Philosophie an der Universität Salzburg 1968 war er dort von 1968 bis 1971 Hochschulassistent. Nach der Habilitation in Philosophie an der Universität Salzburg 1975 war er ab 1971 zunächst Assistenzprofessor, dann außerordentlicher Professor und schließlich ordentlicher Professor an der University of Rhode Island.

## Schriften (Auswahl)
- Die Objektivität der Werte. Regensburg 1972, OCLC 604013689.
- Die Philosophie und ihre Methode. Salzburg 1976, ISBN 3-7025-0140-1.
- als Herausgeber mit Josef Maria Seifert und Edgar Morscher: Vom Wahren und Guten. Festschrift für Balduin Schwarz zum 80. Geburtstag. Salzburg 1982, ISBN 3-900173-41-9.
- Judaism, Christianity, and Islam. Differences, commonalities, and community. San Diego 2015, ISBN 1621311457.